# Procesul faze-porți
Procesul faze-porți face parte din categoria sistemelor de dezvoltare structurate ale noilor produse și a fost aplicat cu succes în numeroase firme majore din SUA (de exemplu: Exxon Chemicals, Procter&Gamble, Du Pont, Royal Bank of Canada etc. ) precum și din Europa.

## Istoric
Robert G.Cooper (1994) consideră că procesele faze-porți în forma lor actuală își au originea în prima generație de procese de inovare, dezvoltate de NASA în decada 1960, cu denumirea "Proces de analiză pe faze" (Phased Review Process). Procesul de dezvoltare a produselor a fost împărțit în faze succesive pentru a sistematiza și controla colaborarea cu contractorii și furnizorii diferitelor proiecte spațiale. Procesele de analiză pe faze au fost adoptate de armata U.S. pentru dezvoltarea armamentului , precum și de firme ca Hewlett Packard. Aceste procese au reprezentat o metodologie de proiectare, aplicată strict la proiectarea și dezvoltarea fizică a produsului (personalul de Marketing nu era o parte componentă a schemei acestor procese). Deși avantajele majore ale proceselor de analiză pe faze au constat în reducerea riscurilor tehnice (datorită verificărilor laborioase ale sarcinilor în fiecare punct de analiză), totuși deficiența majoră a fost lentoarea procesului : proiectele erau reținute "la coadă " până ce fiecare sarcină programată era verificată. Altă deficiență a proceselor de analiză pe faze era faptul că acestea tratau numai faza de dezvoltare și nu procesul complet de inovare, de la generarea ideilor pînă la lansarea produsului pe piață. Activitățile de marketing erau neglijate.
In deceniul 1980, Cooper, R. G. si Kleinschmidt E. J. (1986)   au identificat un proces normalizat pentru dezvoltarea produselor, care a fost denumit de autori procesul faze-porți (în l. engl. "stage-gate process") (vezi și: Cooper, R. G. (1990) , Cooper, R. G. (1983) . Termenul „Stage-Gate” este marcă înregistrată a lui Robert G.Cooper și se referă la evaluarea continuă a conceptului produsului, pe măsură ce este parcurs procesul de dezvoltare a noului produs.  Acest proces reprezintă a doua generație de modele de procese de inovare. Procesul faze-porți este un model conceptual și operațional pentru avansarea proiectului unui nou produs de la o idee până la lansarea produsului pe piață. Procesul faze-porți cuprinde concepția, generarea, dezvoltarea, testarea, marketingul și comercializarea noilor produse sau servicii. Procesul faze-porți împarte efortul de inovare în faze discrete și identificabile (etape, pași, stadii) care includ activități componente ale proiectului. La intrarea în fiecare fază există o "poartă de decizie" în care se efectuează controlul calității activităților efectuate în faza precedentă, se verifică satisfacerea criteriilor de performanță a lucrărilor și se evaluează calitatea planului de acțiuni pentru următoarea fază ; în porți se iau decizii care permit sau nu continuarea proiectului.

## Faze și porți
Modelul generic al procesului faze-porți, pentru proiecte majore, include următoarele faze: (Cooper, R. G. (2000) ) 
1) Definirea scopului (scoping- l.engl.); 
2) Elaborarea  unei analize economico-financiare a afacerii (engleză :business case); 
3) Dezvoltare; 
4) Testare și validare; 
5) Lansare pe piață. 
Inainte de prima fază, într-o etapă preliminară are loc generarea unor idei asupra viitorului produs, iar ulterior ultimei faze, se efectuează analize post-lansare.În etapa preliminară, de generare a ideilor (denumită și faza 0) au loc activități de creare a unor noi idei , de exemplu prin brainstorming, iar o dată ce echipa proiectului a selectat o idee de nou produs, aceasta trebuie să treacă prin prima poartă pentru a fi aprobată de decidenții organizației. Procesele faze-porți au fost utilizate ca instrument de management al dezvoltării noilor produse de numeroase companii din SUA, ca de exemplu IBM, 3M, General Motors, P&G etc. [http: //www. stage-gate. net/downloads/working_papers/wp_30. pdf]. Conținutul activităților efectuate de membrii echipei proiectului de inovare este următorul: Faza 1-se efectuează o evaluare preliminară de piață, tehnică și financiară a ideilor asupra noului produs. Faza 2, de analiză economico-financiară sau studiu de caz este un plan schematic care oferă justificarea financiară, concurențială și de piață pentru produs și în acest scop se realizează studii de piață detaliate, evaluarea fezabilității tehnice, definirea produsului, analiza economico-financiară, planificarea proiectului (evenimente, sarcini, acțiuni pentru faza următoare de dezvoltare). Astfel se fundamentează deciziile de angajare a resurselor în fazele următoare ale procesului.  Faza 3 conține dezvoltarea fizică a produsului și un concept de marketing. Se dezvoltă planuri de fabricație sau operaționale, planuri de marketing, se fac analize de costuri, se monitorizează feedback-ul de la clienți, sunt definite planuri de testare a produsului pentru faza următoare. Rezultatul fazei 3 poate fi un prototip al produsului, testat în firmă sau o mostră de produs. Faza 4 conține activități referitoare la testarea internă a produsului, teste în condiții de exploatare la clienți, teste de piață, producție de probă sau producție-pilot. In faza 5 are loc implementarea completă a planului de producție, încep vânzările și se monitorizează rezultatele. Obiectivul analizei post-lansare este compararea rezultatelor reale obținute cu cele așteptate pentru întregul proiect de dezvoltare a noului produs. 
Procesul faze-porți nu este un proces liniar: într-adevăr, în interiorul fazelor există multe bucle, iterații iar unele activități sunt efectuate secvențial, altele în paralel și altele se suprapun. Sunt posibile chiar suprapuneri de faze sau iterații la faze precedente. .De exemplu, în faza de evaluare preliminară tehnică, ingineri din fabricație evaluează manufacturabilitatea (posibilitatea de fabricare) a conceptelor de produs, generate simultan de ingineri de proiectare. Pentru fiecare "poartă" se stabilesc criterii de performanță sau metrici pe baza cărora sunt evaluate lucrările efectuate în proiect până la un moment dat, în scopul luării deciziei de continuare/abandonare a proiectului. Criterii de performanță tipice pentru poarta 3 (plasată înainte de faza 3-Dezvoltare) sunt: 1) Corespondența cu strategiile firmei; 2) Avantaje competitive ale produsului; 3) Atractivitatea pe piață; 4) Sporirea competențelor esențiale ale firmei; 5) Fezabilitatea tehnică; 6) Venituri financiare și riscuri. 
Pentru fiecare criteriu de performanță, în ședința "porții de decizie" se acordă un număr de puncte de la 0 la 10, iar prin cumularea punctelor la nivelul unui proiect se obține punctajul final atribuit acestuia. În cazul mai multor proiecte analizate se poate face ierarhizarea lor în funcție de punctajul obținut.
Procesul faze-porți constituie una dintre abordările de bază ale procesului "Dezvoltarea noilor produse".

## Alte tipuri de procese faze-porți
În scopul satisfacerii necesităților companiilor și accelerării proiectelor, procesele faze-porți au fost dezvoltate în multiple versiuni. Astfel, pentru proiecte de dezvoltare a tehnologiilor sau proiecte de cercetare științifică, natura procesului faze-porți este destul de diferită de procesul faze-porți tradițional, orientat spre dezvoltarea noilor produse. Proiectele de dezvoltare a tehnologiilor (Stage Gate-TD -în l.engl.) sunt proiectele în care livrabilele imediate nu reprezintă un nou produs sau un nou proces de fabricație, ci noi cunoștințe sau capabilități care ar putea da naștere, în cele din urmă, la noi produse sau procese.
Un proces tipic de dezvoltare a tehnologiilor (TD), pentru proiecte de cercetare științifică include 3 faze și 4 porți:
Faza 1: Definirea scopului proiectului,care implică schițarea planului de acțiuni, cercetarea literaturii, a brevetelor de invenție, inclusiv o evaluare tehnică preliminară;
Faza 2: Evaluarea tehnică, destinată să demonstreze fezabilitatea tehnică sau de laborator, precum și lucrări experimentale preliminare;
Faza 3: Investigația detaliată: se implementează un plan de experimentări complet, se dezvoltă un plan pentru utilizarea rezultatelor.
Înainte de faza 1 este plasată poarta 1, examinare inițială, în care se adoptă decizia inițială de angajare a unei cantități limitate de timp și bani, pentru proiectul de cercetare. Poarta 4 , calea de aplicare, este finală și "deschide ușa" pentru unul sau mai multe proiecte de dezvoltare a unui nou produs sau proces.
Criteriile de succes pentru proiecte TD includ obținerea unor anumite rezultate tehnice ( de exemplu, rezultate pozitive ale testelor de laborator) la o dată specificată, obținerea unei anumite îmbunătățiri ale performanțelor tehnice sau un potențial de vânzări așteptat care ar trebui să fie generat de noua tehnologie.
Proiectele cu riscuri moderate care includ extinderi, modificări și îmbunătățiri utilizează versiunea  mai scurtă Stage Gate XPress, iar proiectele foarte mici, de exemplu de tipul cererilor provenite de la clienți sau forțele de vânzări utilizează procesul simplificat Stage-Gate Lite
Procesele faze-porți trebuie să fie suplimentate cu managementul portofoliului de produse și cu procesul inițial de pre-dezvoltare a produselor.